# Teinture d'iode
Pour les articles homonymes, voir Teinture (homonymie).

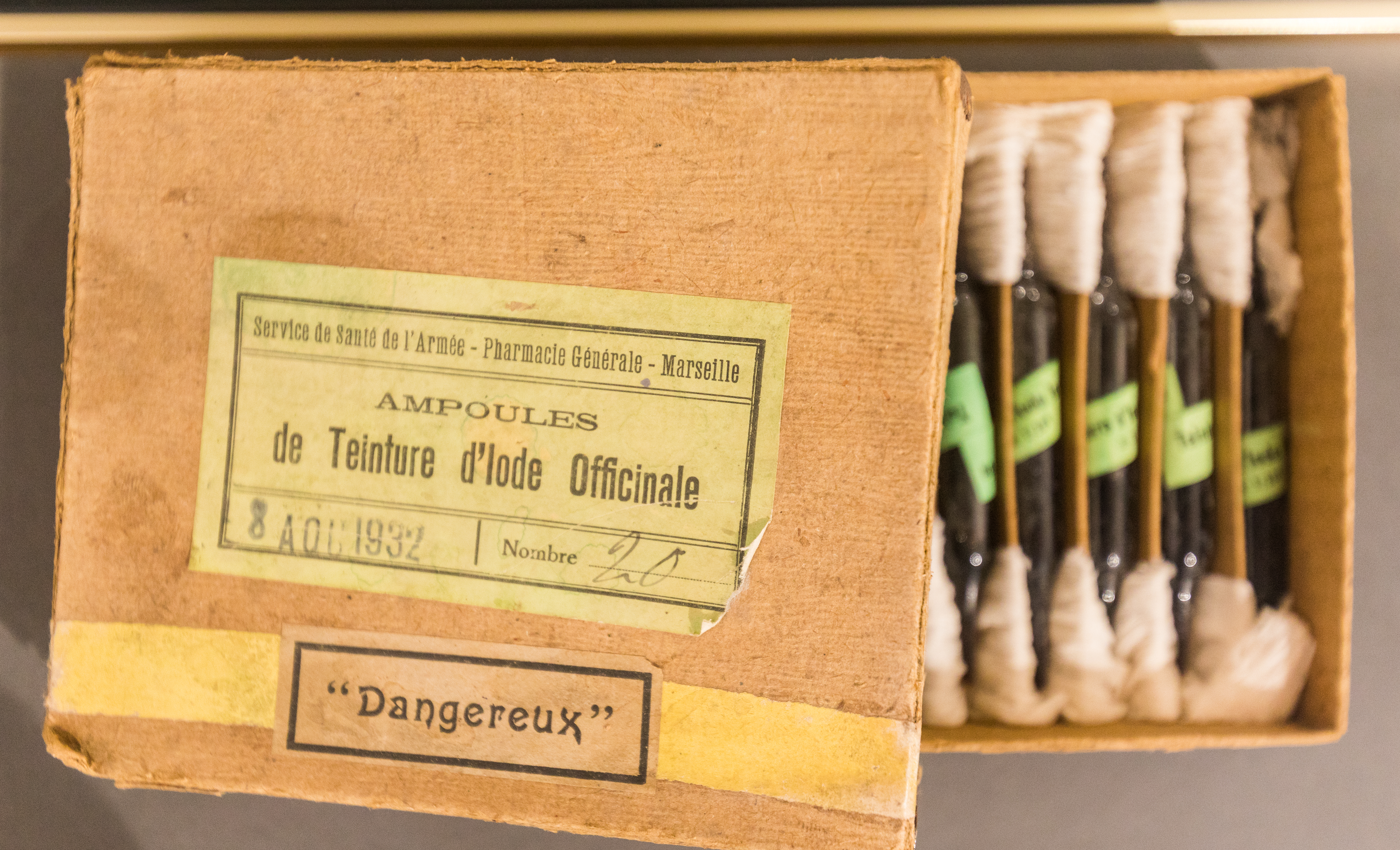
Présentation de "teinture d'iode" militaire du début du 20e siècle

En médecine et en pharmacie, la teinture d'iode est l'appellation traditionnelle mais inexacte de différents solutés alcooliques d'iode officinaux. 
Sans mention particulière, la teinture d'iode peut se référer de façon implicite à la concentration de 5 p. cent ou à d'autres concentrations. Il est donc conseillé d'en préciser la concentration.
Le soluté alcoolique d'iode officinal à 1 p. cent (alcool iodé à 1 p. cent) est un antiseptique. Les concentrations supérieures ne sont en principe pas destinées à être employées directement sur la peau mais peuvent servir aux pharmaciens à effectuer des préparations.
Il ne faut pas confondre les solutés alcooliques d'iode avec le soluté de Lugol qui est un soluté aqueux iodo-ioduré (associant de l'iode et un iodure), administrable à très faibles doses par voie orale dans certaines maladies thyroïdiennes ou comme protecteur thyroïdien dans certaines explorations radiologiques.
Il est absolument contre-indiqué d'associer les composés iodés aux antiseptiques contenant du mercure (formation de composés caustiques).